# Ambrosius Westring

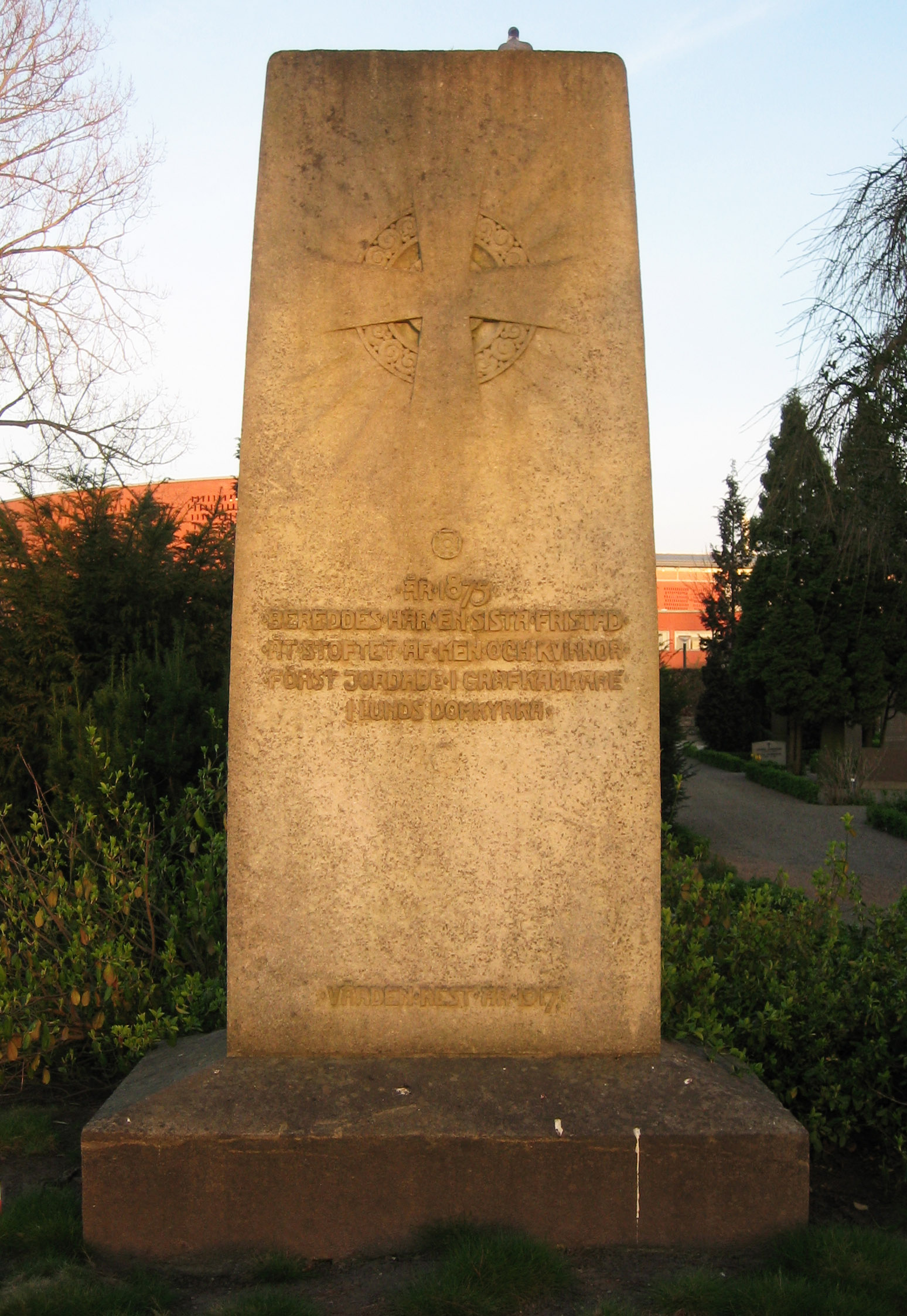
Westrings stoft ligger sedan 1875 i denna massgrav på Norra kyrkogården i Lund.

Ambrosius Westring, född 1692, död 1752, var en svensk professor i teologi vid Lunds universitet.
Westring begravdes först i Lunds domkyrka, men stoftet flyttades 1875 till en massgrav på Norra kyrkogården i Lund.